# Лосиноостровская улица
Лосиноостро́вская у́лица — улица в Восточном административном округе города Москвы на территории Муниципального округа (района) Богородское и Муниципального округа (района) Метрогородок. Пролегает в национальном парке «Лосиный остров», между Белокаменным шоссе и Открытым шоссе. Нумерация домов ведётся от Белокаменного шоссе.

## История
Название Лосиноостровская улица получила 29 февраля 1928 года по близости к лесному массиву Лосиный Остров — месту царской охоты в XVII в.
Одно время в ряде источников называлась Погонолосиноостровской улицей.
Часть улицы, примыкающую к Открытому шоссе, в 1970-е годы пытались переименовать в Лесную улицу (и даже переименовали пару автобусных остановок), но название не прижилось и не было официально принято.

## Расположение
Лосиноостровская улица находится на территории национального парка Лосиный остров. Улица начинается от Белокаменного шоссе, её пересекает 1-й Белокаменный проезд и Бумажная просека, переходящая на этом перекрёстке в Пермскую улицу. Слева к улице примыкает Бумажная просека, справа — 2-й Белокаменный проезд и Пермская улица.

## Примечательные места, здания и сооружения

### Мосты
Лосиноостровский путепровод

### Здания
Всего зданий: 30; максимальный номер дома — 49с5.

| - 2 - 2а - 12 - 14 - 22ас6 - 22ас8 - 24/28 - 24а - 24ас2 - 24ас3 | - 24ас4 - 24с2 - 27 - 29 - 30 - 30а - 31 - 34 - 38 - 38а | - 39 - 39к1 - 39к3 - 39к5 - 39с2 - 40к1 - 40к2 - 43 - 49 - 49с5 |

Дом № 12:

## Транспорт
По всей трассе улицы курсируют автобусные маршруты № 75 и 822, также часть улицы охватывает автобусный маршрут № 627. Ближайшая к улице станция МЦК — «Белокаменная» — располагается в 600 метрах от строений дома № 19 по улице, до неё можно дойти по пешеходной дорожке.

## Дополнительные географические факты

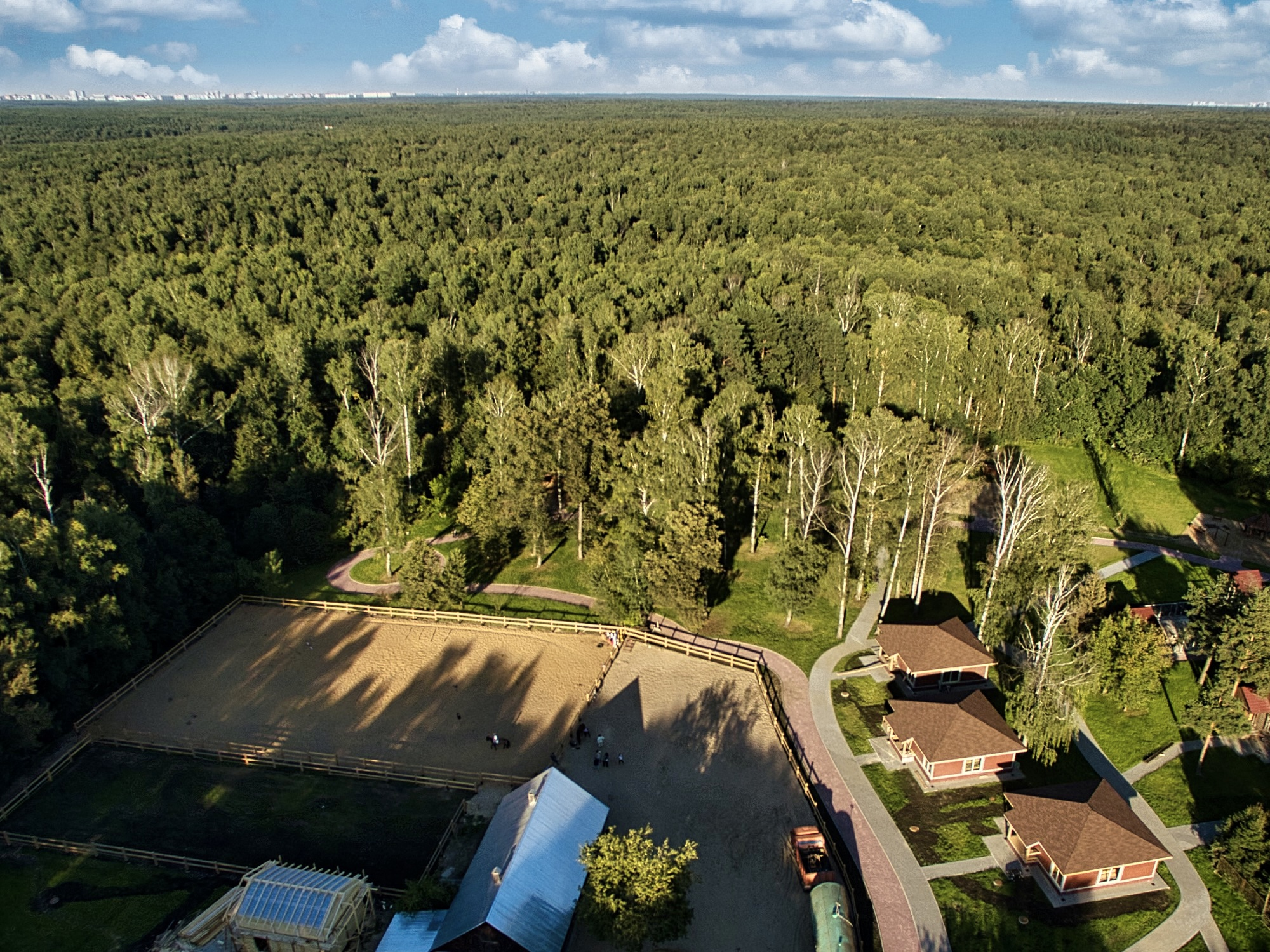
Конный клуб на ул. Лосиноостровская, вл. 41

- Конный клуб на ул. Лосиноостровская, вл. 41Лосиноостровская улица продолжается вглубь Лосиного острова в виде пешеходной дорожки, выходящей к мосту через реку Яуза в конце проезда Кадомцева.
- Лосиноостровская улица со станцией Лосиноостровская коррелирует весьма слабо: и то, и другое находится вблизи Лосиного острова, но расстояние между ними — весьма значительное.
- Над южной горловиной станции «Белокаменная» находится путепровод Лосиноостровской улицы — Лосиноостровский путепровод.
- Лосиноостровская улица идёт вдоль «Шахматной» лесопосадки (Координаты: 55°49’28"N 37°44’18"E[4]).

Посадку леса на этой территории вели, чередуя деревья лиственных и хвойных пород в шахматном порядке. Неизвестно, в каких годах это происходило и какие цели при этом преследовало лесничество, — но можно предположить, что до этого эксперимента территория была безлесной равниной.